# Plakodonti
Plakodonti su vodeni gmazovi koji imaju malen vrat, dulji ili kraći rep, te zdepaste i jake noge pomoći kojih su hodali po morskom dnu u potrazi za hranom. Izumrli su krajem trijasa. Prilično tromi i spori, bili su česti plijen grabežljivaca. Neke vrste zaštićene su gustim koštanim oklopom. Najveći među njima je placodus. Svi imaju osebujno zubalo, prednje nalik na škare koje im služe za kidanje školjaka, a straga plosnato za lakše drobljenje. Ti pločasti zubi pravi su žrvanj. Plakodonti imaju zube čak i na nepcu.                           

## Vanjske poveznice
|  | Zajednički poslužitelj ima još gradiva o temi Plakodonti |